# SWV TuR Dresden
Der SWV TuR Dresden (offiziell Schwimmsport- und Wasserballverein TuR Dresden e.V.) ist ein deutscher Sportverein aus Dresden, dessen erste Wasserballmannschaft in der 2. Wasserball-Liga Ost spielt.
Der Verein hat etwa 300 Mitglieder, davon ist rund die Hälfte der Sportler in der Abteilung Wasserball mit zwei Herren- und diversen Jugendmannschaften aktiv. Dazu kommt die Abteilung Schwimmen, deren Sportler an regionalen und nationalen Wettkämpfen teilnehmen. Der Vereinssitz befindet sich neben der Schwimm- und Sprunghalle Freiberger Platz.
Der SVW TuR Dresden ist Mitglied im Sächsischen Schwimm-Verband, im Deutschen Schwimm-Verband sowie im Sächsischen Behinderten- und Rehabilitationssportverband.

## Geschichte
Der Verein ging nach der politischen Wende in Deutschland ähnlich wie der SC Borea Dresden (Fußball) aus der Betriebssportgemeinschaft (BSG) Motor TuR Dresden-Übigau hervor, in der sich verschiedene Betriebssportgruppen des VEB Transformatoren- und Röntgenwerks (TuR) „Hermann Matern“ Dresden organisiert hatten. Er ist nicht zu verwechseln mit dem ebenfalls aus dieser BSG hervorgegangenen SV TuR Dresden.
Von 1999 bis zur Saison 2016/17 bildeten die Wasserballer des SWV TuR Dresden gemeinsam mit dem Dresdner SC und dem USV TU Dresden die SG Wasserball Dresden. Aus organisatorischen und finanziellen Gründen wurde zum 1. Juli 2017 die Abteilung Wasserball im SWV TuR Dresden als Nachfolgerin der SG Wasserball Dresden gegründet. Diese übernahm auch den Startplatz in der 2. Wasserball-Liga 2017/18 von der SG, deren Mitglieder zum SWV TuR Dresden wechselten.
Aufgrund der Corona-Pandemie wurde die Saison 2019/20 vorzeitig abgebrochen, die Wasserball-Herrenmannschaft zog sich daraufhin aus der 2. Wasserball-Liga zurück und spielt seitdem in der Oberliga Sachsen, die man jährlich gewann. Für die Saison 2024/25 ist die Rückkehr in die 2. Wasserball-Liga geplant.

## Ligaplatzierungen der Wasserballer
| Saison  | Wettbewerb         | Pl. | Sp. | S | U | N  | Tore    | Diff. | Punkte |
| ------- | ------------------ | --- | --- | - | - | -- | ------- | ----- | ------ |
| 2017/18 | 2. Wasserball-Liga | 9   | 18  | 3 | 1 | 14 | 130:210 | −80   | 7      |
| 2018/19 | 2. Wasserball-Liga | 9   | 18  | 3 | 1 | 14 | 140:217 | −77   | 7      |
| 2019/20 | 2. Wasserball-Liga | 10  | 13  | 1 | 1 | 11 | 102:163 | −41   | 2      |